# Wolfgang Bergemann
Wolfgang August Bergemann (* 27. Februar 1901 in Oberdreis, Kreis Neuwied; † 12. Januar 1969 in München) war ein deutscher politischer Funktionär (NSDAP).

## Leben und Tätigkeit
Bergemann war der Sohn des evangelischen Pfarrers August Bergemann und dessen Frau Emma, geborene Heck. Das Abitur legte er an einem Humanistischen Gymnasium ab. Anschließend studierte er Staatswissenschaften an der Ludwig-Maximilians-Universität München. Als Student in München engagierte er sich im Nationalsozialistischen Deutschen Studentenbund. Zum 4. Februar 1926 trat er der NSDAP bei (Mitgliedsnummer 29.497). Anfang 1927 übernahm er, nach von ihm selbst initiierten Intrigen gegen den bisherigen Führer Max Kurz, den Vorsitz der Münchener NSDStB-Gruppe. In der Folgezeit versuchte er auch, ermuntert von Joseph Goebbels, den Vorsitzenden des Studentenbundes Wilhelm Tempel (1905–1983), zu stürzen.
Von 1925 bis 1926 war Bergemann Herausgeber und Chefredakteur der nationalsozialistischen Wochenzeitung Der Saardeutsche.
Im Frühjahr 1927 beteiligte Bergemann sich an der von Edmund Heines angeführten Revolte von Teilen der Münchener SA gegen die Parteiführung um Adolf Hitler. Die „Meuterei“ der SA-Leute war motiviert durch die Ablehnung der politischen, auf eine unbedingte Wahrung der (formalen) Legalität abgestellte Machterlangungsstrategie, die Hitler und die Führungsgruppe der NSDAP seit 1925 verfolgten. Diese erschien den aktivistischen SA-Leuten als schwach und schwunglos, da sie     langfristig eine Machtübernahme auf illegal-gewalttätig-revolutionärem Wege durch einen Putsch bevorzugten. 
Im Verlauf der Niederschlagung der SA-Revolte Ende Mai/Anfang Juni 1927 wurden mehr als 100 SA-Männer, die sich nicht der Parteiführung unterworfen hatten, durch Hitler und das Oberste Parteigericht aus der NSDAP und der SA ausgestoßen. Im Zuge dessen wurde auch Bergemann aus der Partei ausgeschlossen.
Bergemann wurde jedoch bereits nach wenigen Wochen wieder in die NSDAP aufgenommen. In dieser tat er sich in den folgenden Jahren als unermüdlicher politischer Agitator hervor: Nach seinem Wechsel als Student an die Marburger Universität wurde Bergemann eine treibende Kraft der NS-Propaganda im hessischen Raum, was ihm den Spitznamen „Der Trommler von Oberhessen“ einbrachte. Sichtbar wurde die Umtriebigkeit von Bergemann als Propagandist für die nationalsozialistische Sache insbesondere während des Wahlkampfes im Vorfeld der Reichstagswahlen des Jahres 1928. In den Wochen vor der Wahl trat er auf 70 von 100 Versammlungen auf, die die NSDAP im Wahlkreis Marburg im Rahmen ihrer Wahlpropaganda abhielt.
In den folgenden Jahren übernahm Bergemann Stellungen als Bezirkspropagandaleiter, Hauptschriftleiter bei der Nationalzeitung und schließlich als Gauinspektor der NSDAP in Westfalen-Nord.
1932 wurde Bergemann wegen antisemitischer Hetze gegen den Centralverein deutscher Staatsbürger jüdischen Glaubens gerichtlich verurteilt.
Anlässlich der Reichstagswahl vom April 1938 wurde Bergemann auf der sogenannten „Liste des Führers zur Wahl des Großdeutschen Reichstages“ als Abgeordneter für den nationalsozialistischen Reichstag nominiert, wurde aber nicht gewählt.
Während des Zweiten Weltkriegs war Bergemann als Redakteur für die Deutsche Zeitung in Norwegen tätig. In dieser Stellung verfasste er Propagandaartikel, so z. B. den Artikel Im Ghetto. Juden verwalten sich selbst über das Ghetto Litzmannstadt, in dem er die „Großzügigkeit“ der deutschen Behörden rühmte, den Ghettobewohnern Selbstverwaltung zuzugestehen, was ein „schlagender Gegenbeweis“ gegen die Greuelhetze des Auslands sei.

## Schriften
- „Streiflichter aus der Kampfzeit“, in: NSDAP Marburg, S. 21–25.
- „250.000 Juden verwalten sich selbst. Das Getto von Litzmannstadt, eine eindeutige Widerlegung ausländischer Greuelhetze. Eine notwendige Zwischenlösung der Judenfrage (Bildbericht für die Litzmannstädter Zeitung)“, in: Litzmannstädter Zeitung vom 9. Juni 1940, S. 13f.